# زدرافكو زيمنوفيتش
زدرافكو زيمنوفيتش (Zdravko Zemunović) (مواليد 26 مارس 1954) هو مدرب كرة قدم.

## وصلات خارجية
- J.League Data Site (باليابانية)